# کاوه زاهدی
کاوه زاهدی (به انگلیسی: Caveh Zahedi) (زادهٔ ۲۹ آوریل ۱۹۶۰) هنرپیشه و کارگردان ایرانی‌تبار آمریکایی است.
فیلم من یک معتاد به سکس هستم از ساخته‌های اوست، و به جز کارهای خودش، در فیلم زندگی بیداری ساختهٔ ریچارد لینک‌لیتر بازی کرده است.

## زندگی
زاهدی پس از فارغ‌التحصیلی در رشتهٔ فلسفه از دانشگاه ییل، به سوئیس رفت تا با ژان لوک گدار همکاری کند، ولی پس از آن که گدار حاضر به ملاقات با او نشد (زاهدی ساعت ۳ صبح تلفنی به او پیشنهاد همکاری داده بود)، سرخورده به ایالات متحده آمریکا بازگشت و به تدریس تصویرسازی به بچه‌های مبتلا به بیماری اوتیسم پرداخت. کمی بعد زاهدی کارش را رها کرد و به پاریس رفت تا بودجهٔ ساخت فیلمی در مورد آرتور رمبو را تهیه کند. او در این کار هم هیچ موفقیتی کسب نکرد و خیلی زود به آمریکا برگشت و سعی کرد بدون پول و با یک دوربین سوپر ۸ فیلمش را بسازد. نتیجه فضاحت‌بار بود و او تصمیم گرفت فیلم‌سازی را برای همیشه کنار بگذارد و به ساخت کولاژ پرداخت.
ولی پس از چند ماه دوباره شوق فیلم‌سازی در وجودش بالا گرفت و یک بار دیگر به فرانسه رفت با این هدف که فیلمی دربارهٔ زندگی ادوارد مای‌بریج عکاس انگلیسی برای تلویزیون فرانسه بسازد، ولی باز هم شکست خورد. پس از آن دو سال صرف ساخت یک نماهنگ تجربی برای آهنگی از گروه تاکینگ هدز کرد، که مورد پذیرش رهبر گروه قرار نگرفت.
پس از این شکست، کاوه زاهدی یک بار دیگر از دولت فرانسه برای ساخت فیلمی در مورد یک شاعر فرانسوی مهجور تقاضای بودجه کرد و این بار با تقاضایش موافقت شد. ساخت این فیلم دو سال طول کشید و در نهایت کمیتهٔ مسئول پس از دیدن نتیجهٔ کار، رأی به قطع بودجهٔ فیلم دادند. زاهدی با اطمینان از این که مورد پسند جامعهٔ سینمایی فرانسه نیست، به مدرسهٔ فیلم‌سازی دانشگاه یو سی ال ای در لوس آنجلس رفت تا شاید فیلم‌های گیشه‌پسندتری بسازد.
او در دانشگاه با گرِگ وتکینز آشنا شد و آن دو به اتفاق فیلمی با نام کمی خشک ساختند که شرح ماجرای عشق نافرجام زاهدی به یک دانشجوی هنر در یو سی ال ای با بازی اشخاص در نقش خودشان بود. فیلم در جشنوارهٔ ساندنس به نمایش درآمد و مورد تحسین منتقدان قرار گرفت. دو کانال تلویزیونی فیلم را پخش کردند.
فیلم بعدی کاوه زاهدی، دیگر از لاس وگاس بدم نمی‌آید تلاشی برای اثبات وجود خدا در یک سفر جاده‌ای به اتفاق پدر ایرانی کاوه و برادر ناتنی نوجوانش بود، به این ترتیب که می‌گفت اگر خدا وجود دارد باید اوضاع را طوری پیش ببرد که فیلم به سرانجام برسد. کاوه پدر و برادرش را متقاعد کرد در حین فیلم‌برداری قرص اکستاسی بخورند و با این کار دشمنی اکثر منتقدان را به جان خرید. فیلم در گیشه هم موفقیتی به دست نیاورد، هرچند جایزهٔ منتقدان جشنوارهٔ فیلم روتردام را برد و پیروانی پیدا کرد.
زاهدی در ویدئوی خدا توی جلدم رفته بود (۲۰۰۰) ماجرای مصرف کردن قارچ‌های توهم‌زا را ثبت می‌کند. چنبن صحنه‌ای، و همچنین صحنه‌ای در مورد مصرف قرص اکستاسی در فیلم من یک معتاد به سکس هستم نیز وجود دارد.
فیلم بعدی، در وان حمام دنیا، دفترچهٔ خاطرات ویدئویی یک سالهٔ فیلم‌ساز بود، به این ترتیب که از اول ژانویهٔ سال ۱۹۹۹ تا روز پایان سال، هر روز یک دقیقه فیلم گرفت و بعد آن را مونتاژ کرد و زمانش را به ۹۰ دقیقه رساند. این فیلم روی دی‌وی‌دی منتشر شد.
یک هفته پس از ماجرای ۱۱ سپتامبر ۲۰۰۱، زاهدی همراه با جی روزنبلات رویدادی به نام «Underground Zero: پاسخ فیلم‌سازان مستقل به ۹/۱۱» ترتیب دادند، که در آن فیلم‌سازان تجربی و مستندساز مختلف فیلم‌های کوتاهی در مورد وقایع ۱۱ سپتامبر و تأثیر آنها بر دنیای اطرافشان ارائه دادند. این مجموعه در سال ۲۰۰۲ پخش شد.
جدیدترین فیلم کاوه زاهدی، من یک معتاد به سکس هستم، نتیجهٔ تلاش پانزده سالهٔ کارگردان و روایت درگیری کارگردان با اعتیاد به روسپیان و تأثیرات آن بر ازدواج و روابط عاطفی اوست. پس از آن که فیلم در جشنوارهٔ ساندنس پذیرفته نشد، زاهدی خود در پی توزیع آن برآمد، ولی پس از این که برندهٔ جایزهٔ گُتهام شد، شرکت آی اف سی توزیع آن را به عهده گرفت.
زاهدی در دانشگاه ایالتی سان فرانسیسکو فیلم‌سازی تدریس می‌کند.

## فیلم‌شناسی

### کارگردان
- من یک معتاد به سکس هستم (۲۰۰۵)
- سفر با کاوه (۲۰۰۴) (ویدئو)
- در وان حمام دنیا (۲۰۰۱) (ویدئو)
- کرم (۲۰۰۰)
- خدا توی جلدم رفته بود (۲۰۰۰)
- دیگر از لاس وگاس بدم نمی‌آید (۱۹۹۴)
- کمی خشک (۱۹۹۱)

### هنرپیشه
- من یک معتاد به سکس هستم (۲۰۰۵) (خودش)
- زندگیِ بیداری (۲۰۰۱) (کاوه زاهدی)
- جزیرهٔ گنج (۱۹۹۹) (هارولد)
- همشهری روث (۱۹۹۶) (پیتر)

## یادکردها
1. ↑  «مقاله در نشریهٔ کاوالیِر دیلی». بایگانی‌شده از اصلی در ۱۵ اکتبر ۲۰۰۷. دریافت‌شده در ۹ فوریه ۲۰۰۷.
2. ↑  «دربارهٔ پروژهٔ Underground Zero در وب‌گاه جی روزنبلات». بایگانی‌شده از اصلی در ۲۷ فوریه ۲۰۰۷. دریافت‌شده در ۹ فوریه ۲۰۰۷.